# قورباغه‌های خاشاک
قورباغه‌های خاشاک (نام علمی: Megophryidae) نام یک تیره از راسته قورباغه است.